# دیبوک

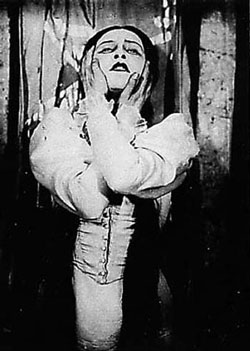
هانا روینا در نقش دیبوک (۱۹۲۰)

در فرهنگ توده یهودی، دیبوک (به ییدیش: דיבוק) روحی است بدشگون یا ویرانگر که جایگزین روح یک شخص مرده می‌شود. واژه «دیبوک» از واژه عبری דיבוק، به معنی وابستگی برگرفته شده‌ است. دیبوک خودش را به بدن شخص زنده می‌چسباند و در تن او ساکن می‌شود. بر اساس این باور، روح در قالب دیبوک، فرصت دیگری برای انجام عملی که در طول عمر خودش قادر به انجام آن نبوده بدست می‌آورد. ظاهراً دیبوک پس از رسیدن به هدف خود جسم میزبان را ترک می‌کند.